# 蔡武璋
蔡武璋（1944年2月4日—2020年10月11日），嘉義布袋人，祖籍福建省晋江市東石鎮，嘉義大學農學榮譽博士，曾任台灣一國兩制研究協會會長。

## 活動
1963年，從國立嘉義農業專科學校畢業後，在臺北松山機場工作。
2009年10月1日，出席首都各界庆祝中华人民共和国成立60周年大会閱兵典禮。同年11月14日，透過中華民國內政部核准創辦「台灣一國兩制研究協會」。
2010年4月25日，率領協會訪問北京，並把協會的研究報告交給有關部門。同月26日起，率領協會依次拜会国台办、海协会、统战部、商务部、农业部、全国政协等相关部门机构。
2010年8月7日，接受中評社專訪表示：「兩岸若要和平統一，台灣的要件就是一國兩制」。
2011年7月2日，率領台灣一國兩制研究協會成立宜蘭辦事處。
2014年12月，接受人間福報記者專訪表示，因長期自掏腰包，救援中國大陸偷渡來台的漁民，獲得了聯合國未來領袖組織世界和平獎。
2015年4月8日，率領台灣一國兩制研究協會前往廣西推廣農業合作。
2017年5月，以台灣一國兩制研究協會會長身分參加促進中華民族和平統一政治團體聯合會議，並共同發表聲明：「平等協商，共議統一」。同年8月，率領該協會前往海南省會見海南省委統戰部部長张韵声與海南省委會書記刘赐贵。

## 著作
- 《典藏台灣棒球史—嘉農棒球（1928-2005）》[16]